# Орцишоара (Тимиш)
Орцишоара (рум. Orţişoara) насеље је у Румунији у округу Тимиш у општини Орцишоара. Oпштина се налази на надморској висини од 123 m.

## Историја
По "Румунској енциклопедији" место Кокот се јавља у документима 1333. године. Данашње насеље је постало на пустари Кокот 1784-1786. године. Барон Георг Орци је после 1717. године ту доселио 200 немачких породица, па је место по њему названо Орцидорф.

## Становништво
Према подацима из 2002. године у насељу је живело 4080 становника.

### Попис2002.
| Расподела становништва по националности 2002.‍ | Расподела становништва по националности 2002.‍ | Расподела становништва по националности 2002.‍ | Расподела становништва по националности 2002.‍ | Расподела становништва по националности 2002.‍ |
| --------------------------------------------- | --------------------------------------------- | --------------------------------------------- | --------------------------------------------- | --------------------------------------------- |
|                                               |                                               |                                               |                                               |                                               |
| Румуни                                        | Румуни                                        |                                               | 3.775                                         | 92,6%                                         |
| Мађари                                        | Мађари                                        |                                               | 155                                           | 3,8%                                          |
| Роми                                          | Роми                                          |                                               | 43                                            | 1,1%                                          |
| Украјинци                                     | Украјинци                                     |                                               | 20                                            | 0,5%                                          |
| Немци                                         | Немци                                         |                                               | 63                                            | 1,5%                                          |
| Срби                                          | Срби                                          |                                               | 7                                             | 0,2%                                          |
| Бугари                                        | Бугари                                        |                                               | 5                                             | 0,1%                                          |
| Италијани                                     | Италијани                                     |                                               | 4                                             | 0,1%                                          |
| други                                         | други                                         |                                               | 5                                             | 0,1%                                          |

### Хронологија
| Година       | 1992 | 1993 | 1994 | 1995 | 1996 | 1997 | 1998 | 1999 | 2000 | 2001 | 2002 | 2003 | 2004 | 2005 | 2006 | 2007 | 2008 | 2009 | 2010 | 2011 | 2012 | 2013 | 2014 | 2015 | 2016 | 2017 |
| ------------ | ---- | ---- | ---- | ---- | ---- | ---- | ---- | ---- | ---- | ---- | ---- | ---- | ---- | ---- | ---- | ---- | ---- | ---- | ---- | ---- | ---- | ---- | ---- | ---- | ---- | ---- |
| Становништво | 3997 | 4035 | 4081 | 4061 | 4053 | 4029 | 4052 | 4038 | 4035 | 4051 | 4031 | 4051 | 4069 | 4081 | 4130 | 4175 | 4247 | 4299 | 4360 | 4469 | 4479 | 4495 | 4563 | 4570 | 4604 | 4622 |